# Gustav Robert Kirchhoff
Gustav Robert Kirchhoff (Koningsbergen, 12 maart 1824 – Berlijn, 17 oktober 1887) was een Duits natuurkundige. Kirchhoff is vooral bekend geworden door een aantal wetten op het gebied van de elektrotechniek, de spectroscopie en straling van zwarte lichamen onder verhitting. Hij gebruikte in 1862 als eerste de term "zwarte-lichaamsstraling" en zowel in de elektrotechniek als in de spectroscopie ontdekte hij concepten die, naar hem vernoemd, de wetten van Kirchhoff heten.

## Biografie
Hij werd geboren in Koningsbergen (Pruisen, (nu Kaliningrad in Rusland). Zijn vader was Friedrich Kirchhoff, een advocaat, zijn moeder Johanna Henriette Wittke. Hij studeerde aan de Albertusuniversiteit van Konigsbergen (afgestudeerd in 1847) en huwde Clara Richelot, de dochter van zijn professor wiskunde Friedrich Richelot. Datzelfde jaar verhuisden zij naar Berlijn, waar hij aan de slag kon als privé-leraar. Hij verbleef er tot hij een leerstoel aangeboden kreeg in Breslau (tegenwoordig Wrocław). Hier leerde hij Robert Bunsen kennen die hem in 1854 overtuigde om samen naar Heidelberg te verhuizen waar hij meer dan twintig jaar onderzoekswerk zou verrichten.
Kirchhoff formuleerde zijn spanningswet en stroomwet in 1845, toen hij nog een student was. Zijn stralingswet stamt uit 1859, het bewijs ervoor uit 1861. 
Datzelfde jaar werd hij, tezamen met Robert Bunsen mede-ontdekker van de scheikundige elementen cesium en rubidium. Dit vloeide voort uit hun gezamenlijke onderzoek van de scheikundige samenstelling van de zon door middel van spectraalpatroon van dat hemellichaam.
Later postuleerde Kirchhoff een drietal empirische wetten aangaande de spectrale compositie van licht uitgestraald door lichtende objecten:
1. Een hete, vaste stof produceert een continu spectrum.
2. Een heet gas produceert een spectrum met discrete golflengten, die afhangen van de energieniveaus van de atomen in het gas.
3. Een hete, vaste stof omgeven door een koel gas (ten opzichte van het object) produceert een semi-continu spectrum, met gaten die afhangen van de energieniveaus van de atomen in het gas.

Deze discrete golflengtes werd later beschreven in het atoommodel van Bohr en nog weer later verklaard door de theorie van de kwantummechanica. In 1877 ontving Kirchhoff de Matteucci Medal.
Kirchhoff overleed in Berlijn op 63-jarige leeftijd.